# Mostovka
Mostovka (en rus: Мостовка) és un poble de l'óblast de Sverdlovsk, a Rússia, segons el cens del 2010 tenia 9 habitants.